# Gang de rue (émission)
Pour l'article général sur les gangs de rue, voir bande criminelle
Gang de rue est une émission de télévision québécoise de style télé réalité en 300 épisodes de 25 minutes produite par Pixcom et diffusée du 11 septembre 2007 au 25 mars 2008 à Télé-Québec.

## Synopsis
Progressivement, un geste utile à la fois, Dan Bigras et son gang de jeunes de 18 à 25 ans se sont donné comme mission de changer le monde.